# Gran Deserto Victoria
Il Gran Deserto Victoria è un'ecoregione desertica del sud dell'Australia
Nel 1875, l'esploratore britannico Ernest Giles divenne il primo europeo ad attraversare il deserto. Assegnò il nome in onore dell'allora monarca regnante britannico, la Regina Vittoria.

## Territorio
Occupa un'area compresa tra gli Stati dell'Australia Meridionale e dell'Australia Occidentale e comprende un ambiente caratterizzato da piccole dune, praterie e laghi salati. Misura oltre 700 chilometri di larghezza da ovest ad est e si estende su una superficie di 424.400 chilometri quadrati. È circondato dal Piccolo Deserto Sabbioso a nord-ovest, dal Deserto di Gibson a nord, il deserto pietroso di Tirari-Sturt a est, e dal Nullarbor Plain a sud che lo separa dalle acque dell'Oceano Indiano con la Gran Baia Australiana.
La media annuale delle precipitazioni è bassa e variano dai 200 ai 250 mm annui. I temporali sono comunque relativamente comuni nel Gran Deserto Victoria, con una media di 15-20 fenomeni temporaleschi all'anno. Di giorno le temperature estive variano dai 32 ai 40 °C. In inverno queste scendono intorno ai 18-23 °C.
Il Gran Deserto Victoria è abitato da numerosi gruppi indigeni australiani, compresi i Kogara e i Mirning.

## Ambiente

### Flora
La gran parte dell'ecoregione ospita boscaglie aperte di eucalipti (Eucalyptus gongylocarpa, Eucalyptus pyriformis, Eucalyptus socialis) e di mulga (Acacia aneura), con sottobosco  di Triodia spp. (in prevalenza Triodia basedowii) e Aristida spp.

In alcune aree prevale il deserto pietroso, localmente noto come gibber, caratterizzato da aree in cui il suolo è ricoperto da fitti strati di ghiaia. Tali aree sono prive di vegetazione per gran parte dell'anno, ma subito dopo le piogge si popolano di specie erbacee effimere, in gran parte Fabaceae, Asteraceae e Amaranthaceae.

### Fauna
L'ecoregione ospita diverse specie di mammiferi minacciati tra cui il dunnart delle dune (Sminthopsis psammophila), la talpa marsupiale meridionale (Notoryctes typhlops) e il mulgara dalla coda crestata (Dasycercus cristicauda). La introduzione di predatori come la volpe (Vulpes vulpes) e il gatto selvatico (Felis catus) e la presenza del dingo (Canis lupus dingo), hanno contribuito alla estinzione di numerose specie un tempo presenti in questo deserto come il bandicoot dai piedi di porco (Chaeropus ecaudatus), il topo saltatore dalla coda corta  (Notomys amplus), il topo saltatore dalla coda lunga  (Notomys longicaudatus), il ratto dei nidi intrecciati minore (Leporillus apicalis) e il ratto dei nidi intrecciati maggiore (Leporillus conditor).
Tra gli uccelli merita di essere menzionato il facciabianca pettocastano (Aphelocephala pectoralis), il cui areale è ristretto alla parte orientale di questa ecoregione e alla parte occidentale della regione del deserto pietroso di Tirari-Sturt; altre specie degne di nota sono il fagiano australiano (Leipoa ocellata) e il parrocchetto notturno (Pezoporus occidentalis).
La regione si caratterizza soprattutto per la eccezionale biodiversità dell'erpetofauna: sono state censite oltre 100 specie di rettili, con la maggiore diversità riscontrata tra i sauri dalle famiglie Agamidae (p.es. Ctenophorus spp.), Diplodactylidae (p.es. Diplodactylus spp.) e Scincidae (p.es. Ctenotus spp., Egernia spp., Lerista spp., Liopholis spp. e Morethia spp.), e tra i serpenti dalla famiglia Elapidae (p.es. Simoselaps  e Suta). Tra le specie più significative si possono citare il varano gigante  (Varanus giganteus), il varano di Gould (Varanus gouldii) e lo scinco del Gran deserto (Liopholis kintorei), considerato estinto in Australia meridionale sino alla sua riscoperta nel 1998.

## Conservazione
Nelle aree di  Maralinga e Emu, tra il 1953 e il 1963 furono condotti una serie di test nucleari dell'esercito del Regno Unito, in seguito ai quali un'area di circa 3200 km², fu contaminata da radionuclidi; tra questi il temibile plutonio-239, dalla lunga emivita. Nonostante i programmi di bonifica messi in atto tra il 1996 e il 1999, alcune aree sono tuttora precauzionalmente interdette allo stazionamento protratto.
Al di la di ciò, l'ecoregione nel suo insieme è considerata "Relativente Stabile/Intatta".
All'interno della regione ricade il Mamungari Conservation Park (21,289 km²), una delle più grandi aree protette dell'Australia meridionale. Un'ulteriore area di 103,000 km² è tutelata dall'adiacente Anangu Pitjantjatjara Yankunytjatjara, territorio amministrato dal 1981 dalle popolazioni aborigene.